# Gango

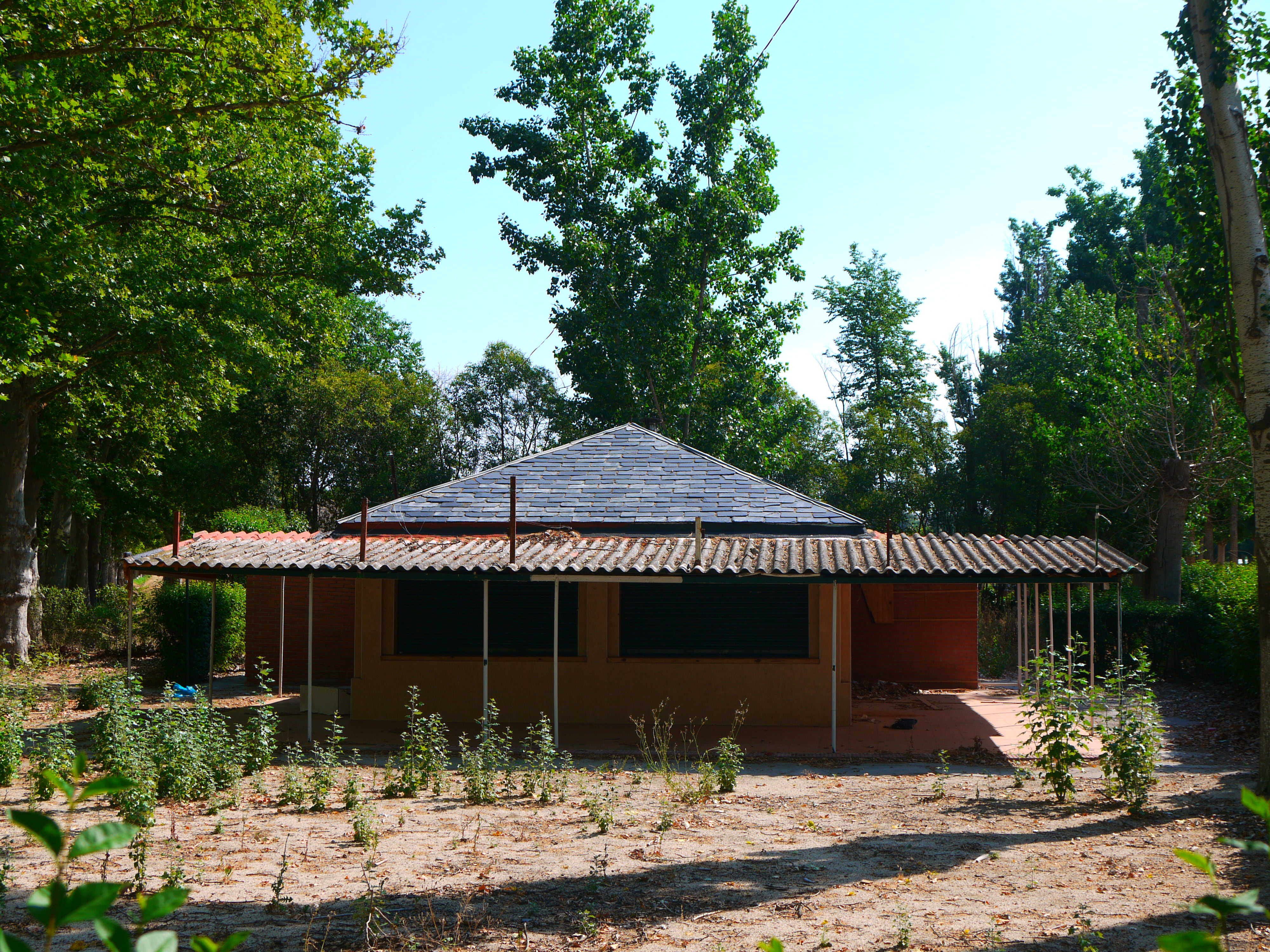
Gango de las Doce Calles en Aranjuez

Sombraje, más o menos provisional, cubierto con ramas, paja o tela, que ejerce como cantina o taberna. Habitualmente situado en las cercanías de una fuente abundante de agua, ya sea río o laguna, y dedicado a la venta sobre todo de bebidas, dado que los usuarios suelen acudir a ellos con comida propia.    

## Ámbito
Establecimiento típico de una zona específica de La Mancha, que comprende parte de la provincia de Ciudad Real y Toledo; además de Aranjuez. Actualmente, su existencia está prácticamente limitada a esta última localidad, en donde sobreviven los últimos locales en actividad.
Es importante considerar que el Real Sitio está geográficamente incluido en la provincia de Madrid de forma forzada, lo que se evidencia al contemplar el mapa del término municipal, que se incrusta literalmente en Toledo, y tiene a derecha e izquierda pueblos de La Mancha. Ello reforzaría un ámbito de aplicación principalmente Manchego.
No obstante, aparecen menciones de uso de la misma en zonas lejanas, siempre con el mismo significado, como es el caso de Bujaraloz (Zaragoza), en donde se asocia a un punto en una vía romana, o la del diccionario castuo extremeño. Ello implicaría una posible raíz latina del vocablo, así como una relación determinada con la cuenca del Tajo en este último caso. La inmigración de colonos de Extremadura que se produjo en la década de los cuarenta del pasado siglo en el Cortijo de San Isidro, podría ser una vía de importación de la denominación en Aranjuez.
Resulta particularmente indicativo que Santiago Rusiñol, en uno de los escritos que realizó en Aranjuez, hable de “bares del Tajo”  y no cite la palabra gango. Su estilo costumbrista conllevaría inequívocamente la mención de dicho apelativo en caso de estar en uso. Por otra parte, describe en la narración la proliferación de dichos establecimientos. Ello podría indicar que los gangos nacieron en Aranjuez a primeros del siglo XX, pero que el uso del apelativo concreto fue posterior. Otra importante emigración, proveniente de la Mancha, en esa misma época, podría haber sido la fuente de contagio más probable de la denominación citada.

## Etimología
Para una raíz latina de la palabra, existen dos opciones etimológicas: 
Por una parte, ganeum es una taberna, una fonda o, incluso, un tugurio o un burdel. Y por otra, ganga (en alusión a los precios económicos en estos locales) es una gallinácea parecida a la perdiz. Figuradamente se aplicó a las cosas sin provecho, porque la ganga era difícil de cazar y de mal pelar y comer. Pero a copia de usarlo irónicamente ha acabado por significar más bien cosas apreciadas que se adquieren a costa de poco, como se cita en el diccionario etimológico Joan Corominas.